# Brian Tracy
Brian Tracy, född 1944, är en kanadensisk författare och föreläsare i personlig utveckling.